# Витекинд фон Меренберг
Витекинд фон Меренберг (на немски: Wittekind von Merenberg, Vogt von Wetzlar; † сл. 1259) е господар на господството Меренберг и фогт на Вецлар.

## Произход и наследство
Той е син на граф Хартрад III фон Меренберг († сл. 1233) и втората му съпруга Елизабет фон Витгенщайн († сл. 1233/1255), дъщеря на граф Вернер I фон Батенберг-Витгенщайн († пр. 1215) и фон Валдек († сл. 1190), дещеря на граф Фолквин II фон Шваленберг († 1178/1187). Внук е на Хартрад II фон Меренберг „Стари“ († сл. 1189) и Ирмгард фон Глайберг, дъщеря на граф Вилхелм фон Глайберг († сл. 1158) и Салома фон Гисен-Изенбург († сл. 1197). Брат е на Конрад фон Меренберг († сл. 1256), господар на Меренберг-Глайберг, Готфрид фон Меренберг († сл. 1250), Вернер фон Меренберг († сл. 1244) и Хартрад фон Меренберг (* пр. 1215).
През 1163 г., чрез женитбата преди това, половината от замък Меренберг и господство Глайберг със замъка и някои земи в Оберлангау, отиват на Меренбергите, които наследяват и графските права. Родът фон Меренберг измира по мъжка линия през 1328 г.

## Фамилия
Витекинд фон Меренберг се жени за рауграфиня Кунигунда фон Алтенбаумберг († сл. 1253), дъщеря на рауграф Рупрехт I фон Алтенбаумберг, Зимерн-Вьолщайн († 1242) и Хедвиг фон Еберщайн († 1282), дъщеря на граф Еберхард III фон Еберщайн († ок. 1219) и маркграфиня Кунигунда фон Андекс († ок. 1207). Правнучка е на император Хайнрих IV († 1106), роднина на Света Хедвиг фон Андекс († 1243), на унгарската кралица Гертруда († 1213) и на Конрад фон Еберщайн, епископ на Шпайер (1237 – 1245). Те имат децата:
- Хартрад IV († 14 май 1297), господар на Глайберг-Меренберг, женен пр. 1257 г. за Гертруда фон Золмс († сл. 1316), дъщеря на граф Хайнрих I фон Золмс († 1260) и дъщерята на граф Райнболд фон Изенбург.[3]
- Еберхард фон Меренберг († сл. 1308)